# 一賣三找
一賣三找又稱找洗，是台灣清治時期相當特殊的商業交易行為，通常牽涉到漢族與台灣原住民或平埔族的土地買賣。
17世紀清朝佔領台灣後，大量中國移民遷徙至台灣，雖清政府百般阻止，仍有許多漢移民以低價向原住民或平埔族地主取得耕地加以開墾。惟完成交易一段日子後，賣主認為當時賣出價錢不足或於賣田後生活發生困難情況下，常會再次要求漢族對方追加田地金額，此種追加金額經協商後，會另立以「洗」為字的契約。
因為某程度上，官方並不認同漢族向「番」購地行為，因此賣主事後「洗」行為常會發生並成立。平埔族土地賣主除直接向買主找洗外，也可隔層找洗，如甲方賣乙方土地，乙方再售予丙方，在此情況下，甲方仍可向丙方找洗。這種複雜的商業行為，因此被稱為一賣三找。之後，即使多數平埔族漢化，此種一賣三找或找洗行為，成為台灣相當特殊商業行為。
在清律例中，一賣三找或找洗字多視為買賣或典當關係。為了防範此事端發生，清治後期部分土地賣賣契約，都會加上「永不找」增字。
找洗的慣習最早來自福建，由唐山隨著漢人移民臺灣而帶來，也不特定發生於原漢之間。兩邊的發展也有所不同，在書寫方式與找洗原因上都發展出臺灣特色，找洗契在中國大陸直到1945年仍有所見，臺灣則在日治後少見。